# بخش جلگه زوزن
بخش جلگه زوزن؛ نام یکی از بخش‌های شهرستان خواف در استان خراسان رضوی ایران است. بنابر سرشماری مرکز آمار ایران، جمعیت بخش جلگه زوزن شهرستان خواف در سال ۱۳۹۵ برابر با ۲۲٬۰۶۲ نفر بوده‌است.

## تقسیمات کشوری
- بخش جلگه زوزن
  - دهستان زوزن
  - دهستان کیبر

شهرها: قاسم‌آباد